# Solliès-Pont
Solliès-Pont ist eine französische Gemeinde mit 12.210 Einwohnern (Stand 1. Januar 2022) im Département Var in der Region Provence-Alpes-Côte d’Azur. Sie ist Hauptort des gleichnamigen Kantons im Arrondissement Toulon.

## Geographie
Solliès-Pont liegt im Westen des Gapeau-Tales am Fuß des Fôret de Font Blanche, einem östlichen Ausläufer des Massif de la Sainte-Baume. Die Städte Toulon im Südwesten und Hyères im Südosten sind jeweils etwa 20 Kilometer entfernt. Das fruchtbare Gapeautal ist von einem Kanal- und Schleusensystem durchzogen, das der Bewässerung der Anbauflächen dient.

## Geschichte
Solliès-Pont war Teil der ehemaligen Gemeinde Solliès, die 1799 in die Gemeinden Solliès-Ville, Solliès-Pont, Solliès-Toucas und Solliès-Farlède aufgeteilt wurde.

## Sehenswürdigkeiten
Das Schloss von Solliès-Pont Château des Saporta aus dem 16. Jahrhundert wurde im 19. Jahrhundert renoviert. Der Corps de Logis verfügt über zwei mächtige runde Türme, der Ehrenhof ist von zwei Flügeln eingerahmt, die an ihren Enden von zwei massiven runden Türmen mit Maschikulis bewacht werden. Die Dächer sind mit Schiefer bedeckt. Um das Schloss liegt ein großer Park mit Schlossteich.

## Partnerschaft
Solliès-Pont pflegt seit 2000 eine Partnerschaft mit Peveragno in Italien.

## Wirtschaft
Weinberge, Olivenhaine, Gemüsefelder und Obstplantagen prägen die landwirtschaftlich genutzte Fläche. Berühmt ist Solliès-Pont vor allem für seine Feigen und Kirschen. Der Ort bezeichnet sich selbst als Hauptstadt der Feige. Die Qualitätsweine tragen das Gütesiegel AOC Côtes de Provence. Zur Vermarktung von Wein, Obst und Gemüse bestehen Genossenschaften.

## Persönlichkeiten
- Franz Josef Pey (1759–1792), katholischer Priester, Seliger